# Cheilosia aldrichi
Cheilosia aldrichi är en tvåvingeart som först beskrevs av Hunter 1896.  Cheilosia aldrichi ingår i släktet örtblomflugor, och familjen blomflugor. Inga underarter finns listade i Catalogue of Life.